# Nossa Senhora do Pópulo
Nossa Senhora do Pópulo foi uma freguesia portuguesa do município de Caldas da Rainha, com 12 km² de área e 16 114 habitantes (2011). Densidade: 1 342,8 hab/km².
Foi extinta em 2013, no âmbito de uma reforma administrativa nacional, tendo o seu território passado para a nova União das Freguesias de Caldas da Rainha - Nossa Senhora do Pópulo, Coto e São Gregório da qual é a sede.
Juntamente com a freguesia de Santo Onofre, constituía o núcleo urbano da cidade das Caldas da Rainha.

## População
| População da freguesia de Caldas da Rainha (Nossa Senhora do Pópulo) | População da freguesia de Caldas da Rainha (Nossa Senhora do Pópulo) | População da freguesia de Caldas da Rainha (Nossa Senhora do Pópulo) | População da freguesia de Caldas da Rainha (Nossa Senhora do Pópulo) | População da freguesia de Caldas da Rainha (Nossa Senhora do Pópulo) | População da freguesia de Caldas da Rainha (Nossa Senhora do Pópulo) | População da freguesia de Caldas da Rainha (Nossa Senhora do Pópulo) | População da freguesia de Caldas da Rainha (Nossa Senhora do Pópulo) | População da freguesia de Caldas da Rainha (Nossa Senhora do Pópulo) | População da freguesia de Caldas da Rainha (Nossa Senhora do Pópulo) | População da freguesia de Caldas da Rainha (Nossa Senhora do Pópulo) | População da freguesia de Caldas da Rainha (Nossa Senhora do Pópulo) | População da freguesia de Caldas da Rainha (Nossa Senhora do Pópulo) | População da freguesia de Caldas da Rainha (Nossa Senhora do Pópulo) | População da freguesia de Caldas da Rainha (Nossa Senhora do Pópulo) |
| -------------------------------------------------------------------- | -------------------------------------------------------------------- | -------------------------------------------------------------------- | -------------------------------------------------------------------- | -------------------------------------------------------------------- | -------------------------------------------------------------------- | -------------------------------------------------------------------- | -------------------------------------------------------------------- | -------------------------------------------------------------------- | -------------------------------------------------------------------- | -------------------------------------------------------------------- | -------------------------------------------------------------------- | -------------------------------------------------------------------- | -------------------------------------------------------------------- | -------------------------------------------------------------------- |
| 1864                                                                 | 1878                                                                 | 1890                                                                 | 1900                                                                 | 1911                                                                 | 1920                                                                 | 1930                                                                 | 1940                                                                 | 1950                                                                 | 1960                                                                 | 1970                                                                 | 1981                                                                 | 1991                                                                 | 2001                                                                 | 2011                                                                 |
| 2 268                                                                | 2 685                                                                | 4 687                                                                | 4 605                                                                | 5 851                                                                | 6 837                                                                | 7 822                                                                | 9 605                                                                | 11 821                                                               | 11 185                                                               | 13 886                                                               | 18 394                                                               | 13 460                                                               | 14 453                                                               | 16 114                                                               |

Com lugares desta freguesia foi criada pela Lei nº 41/84  ,  de 31 de Dezembro, a freguesia de Santo Onofre

## História
Embora se encontrem vestígios de povos primitivos nos arredores da localidade, toda a região pertencia aos coutos de Alcobaça, doados por Afonso I de Portugal aos monges da Ordem de Cister, estando compreendida no termo de Óbidos.
A constituição da freguesia remonta aos finais do século XV, por iniciativa da rainha D. Leonor, esposa de João II de Portugal.
De acordo com a lenda, quando a rainha se deslocava de Óbidos para a Batalha viu, no lugar da Copa, doentes que se banhavam nuns charcos. Admirada, perguntou-lhes porque o faziam, ao que lhe responderam que se curavam naquelas águas. A rainha, que se encontrava também debilitada, fez a experiência e rapidamente se encontrou curada. Devido a esse fato, decidiu que ali iria fundar uma pequena povoação.
Em 1485 criou-se o primeiro hospital. O grande desenvolvimento e prosperidade da povoação chegaram sob o reinado de João V de Portugal, que promoveu a reconstrução e ampliação do Hospital. Em Abril de 1755, ano em que se concluíram essas obras, o governo do Hospital foi retirado por José I de Portugal aos Cónegos Regrantes de São João Evangelista passando para as mãos da Coroa. A Igreja de Nossa Senhora do Pópulo e a chamada piscina da Rainha foram quanto restou do primitivo hospital.

## Economia
A nível económico, é a indústria de cerâmica que detém a supremacia das atividades na freguesia, uma tradição que remonta a nomes como os da Maria dos Cacos, Manuel Cipriano Gomes e outros. A agricultura da região é abundante em frutas e legumes, que abastecem diariamente o tradicional mercado na Praça da República, carinhosamente chamada pelos locais de "praça da Fruta".

## Património
No aspecto patrimonial, a freguesia preserva:
- Centro Cultural e de Congressos de Caldas da Rainha
- Chafariz da Estrada da Foz
- Chafariz da Rua Nova
- Chafariz das Cinco Bicas
- Edifício do Museu de José Malhoa
- Edifício dos Paços do Concelho das Caldas da Rainha
- Ermida de São Sebastião (Caldas da Rainha)
- Ermida do Espírito Santo (Caldas da Rainha)
- Hospital Termal Rainha D. Leonor
- Igreja de Nossa Senhora do Pópulo

## Outros locais de interesse
A freguesia oferece ainda alguns locais de interesse turístico, como por exemplo:
- Parque D. Carlos I
- Mata Rainha D. Leonor
- Museu de Cerâmica
- Praça da República